# Armenia bizantina
Armenia bizantina es el nombre dado a la parte armenia del Imperio bizantino. El tamaño del territorio varió a lo largo del tiempo, dependiendo del grado de control de los bizantinos sobre Armenia. 
Los imperios bizantino y sasánida dividieron Armenia en el año 387 y en el 428. La Armenia occidental quedó bajo dominio bizantino y la oriental bajo control sasánida. Incluso después de la creación del Reino armenio bagrátida, partes del territorio histórico de Armenia y zonas con amplia población armenia quedaron aún bajo jurisdicción bizantina. 
Los cristianos armenios no tuvieron representación en el Concilio Ecuménico de Calcedonia del año 451, ya que se encontraban en plena rebelión contra los sasánidas. Por esta razón comenzaron las diferencias teológicas entre la Iglesia apostólica armenia y el resto de las Iglesias cristianas, comenzando por la cercana bizantina. Los cristianos armenios rechazaron las decisiones del Concilio de Calcedonia y adoptaron el monofisismo, manteniendo solo lo aceptado en el Tercer Concilio Ecuménico celebrado en Éfeso y el Credo de Nicea.
A pesar de ello, muchos armenios convivieron pacíficamente en el Imperio bizantino. Uno de cada cinco emperadores y emperatrices bizantinas fueron étnicamente armenios o medio armenios, aunque de cultura romana. El mejor ejemplo de esto es emperador Heraclio, de padre armenio y madre capadocia. Este emperador es el fundador de la Dinastía heracliana (610-717). Basilio I es otro ejemplo de un emperador armenio que dio comienzo a una dinastía, la Dinastía macedónica. Otros grandes emperadores fueron Romano I, Juan I Tzimisces, y Nicéforo II. También hubo varios generales armenios que sirvieron en el ejército bizantino. Debido a la gran aversión existente entre armenios y griegos, la mayoría de los armenios se hicieron con el poder mediante un golpe de Estado.

## Soldados armenios del ejército bizantino

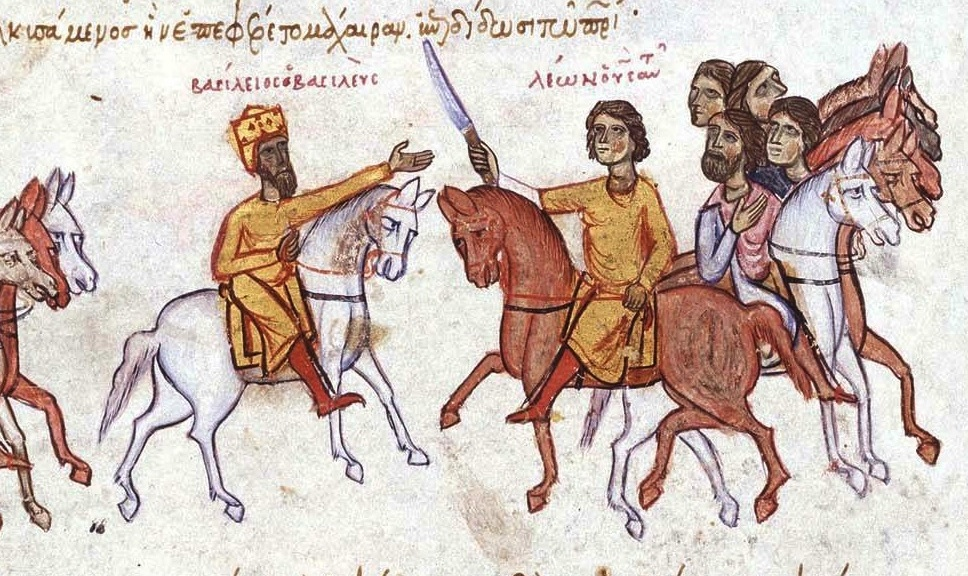
Los emperadores Basilio I y León VI. Miniatura de la crónica de Ioannes Skylitzes.

El pueblo armenio contribuyó al esplendor de Bizancio especialmente a través de sus tropas y militares. El Imperio bizantino siempre estaba necesitado de un buen ejército, ya que por su posición geográfica estaban constantemente amenazados. El ejército regular de Bizancio era relativamente pequeño para un imperio de su extensión y nunca superó los 150.000 hombres. El ejército era distribuido en diferentes partes del imperio, especialmente las fronteras. Las mayores fuerzas bizantinas que entraron en batalla no superaron los 20.000 o 30.000 hombres. 

"Los soldados de infantería armenios rescataron a Basilio II con vida, mediante la creación de un círculo alrededor y escoltándolo, sano y salvo, a la ciudad de Philippopoli."

Desde el siglo V hacia adelante los armenios fueron considerados la espina dorsal del ejército bizantino. Procopio relata que los "Scholarii", guardias de palacio del emperador "fueron seleccionados de entre los más valientes de los armenios". 
Los soldados armenios del ejército bizantino son citados frecuentemente durante los siglos siguientes, en especial durante siglos IX y X, el período de mayor participación de los armenios en el imperio. Los historiadores bizantinos y árabes son unánimes en reconocer la importancia de los soldados armenios. Charles Diehl, por ejemplo, escribe: 

"Las unidades armenias, en especial durante este período, fueron numerosos y bien entrenados."

Otro historiador bizantino alaba el papel decisivo que desempeña la infantería armenia en las victorias de los emperadores bizantinos Nicéforo Focas y Juan Tzimiskes.
En ese momento los armenios trabajaban codo con codo con los escandinavos, que servían en el ejército bizantino. El primer encuentro entre los habitantes de las montañas de Armenia y los mercenarios del norte de Europa ha sido discutido por Nansen, que ha indagado en los registros imperiales y ofrece una imagen estrecha de la colaboración entre armenios y escandinavos: 

"Los armenios, junto con nuestros antepasados escandinavos, formaban las unidades de asalto de los bizantinos."

Otro historiador, Bussel, subraya la similitud entre la forma de pensar y el espíritu de los señores feudales de Armenia y los guerreros norteños. Afirma que, en ambos grupos, se produjo una extraña desidia e ignorancia por los asuntos de gobierno y del interés público combinado, al mismo tiempo, con un gran interés personal por el logro de distinciones y por la lealtad hacia sus amos y dirigentes.

## Emperadores armenios de Bizancio

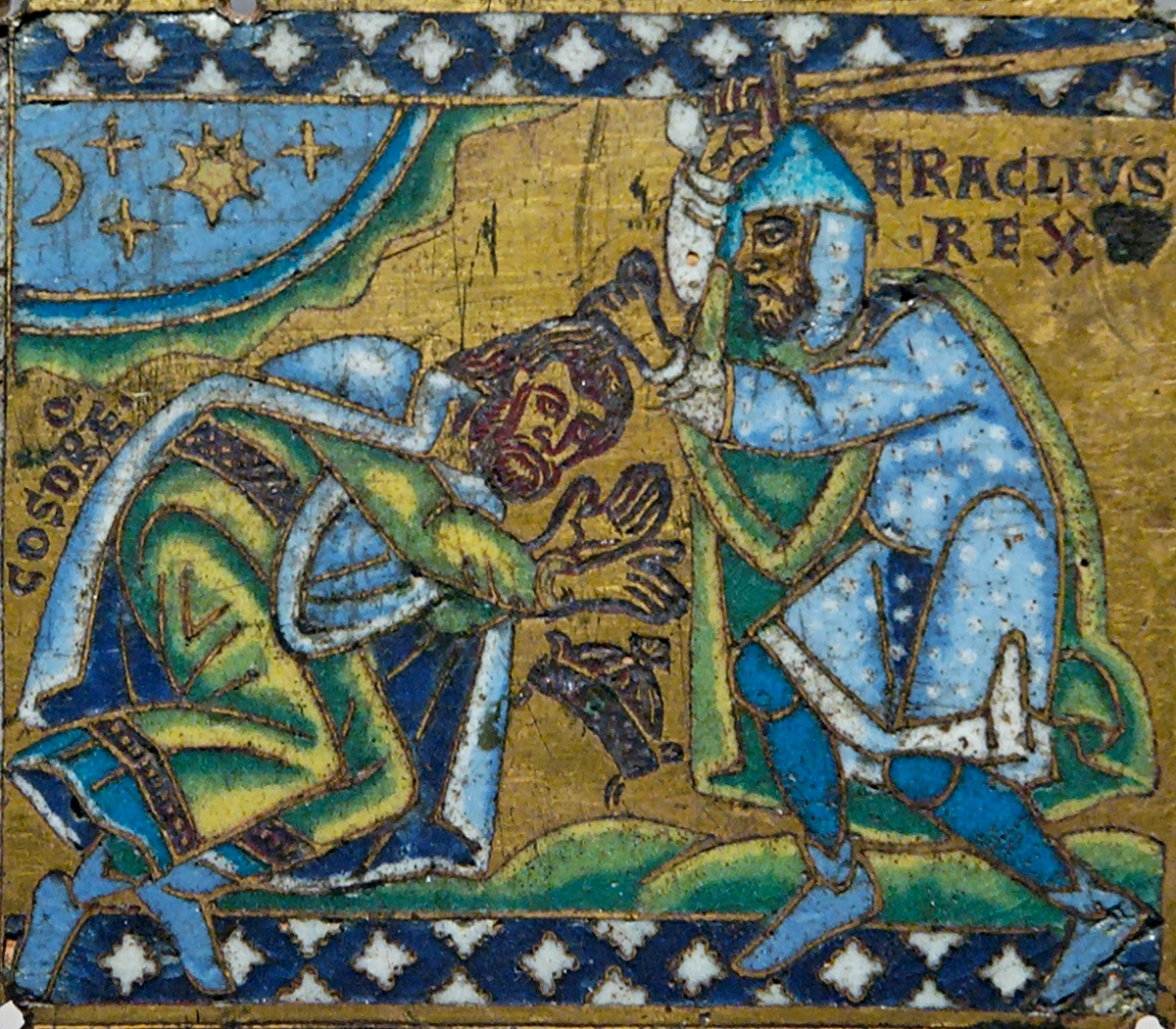
El emperador bizantino de origen armenio Heraclio somete al sasánida Cosroes II, esmalte procedente de una cruz, 1160-1170.

La división del Imperio romano entre los dos hijos del emperador Teodosio fue seguida poco después por el predominio de elementos extranjeros en la corte de Bizancio, la mitad oriental del mundo dividido. La proximidad de esta capital de la Armenia oriental atrajo a las orillas del Bósforo a un gran número de armenios, que durante tres siglos, desempeñaron un papel muy distinguido en la historia del Imperio de Oriente. Este protagonismo armenio ha sido siempre reconocido, siendo sus ejemplos más palpables las dos dinastías de origen armenio que gobernaron Bizancio.